# Бернар, Клод
Клод Берна́р (фр. Claude Bernard; 12 июля 1813 года, Сен-Жюльен (Рона) — 10 февраля 1878 года, Париж) — французский медик, исследователь процессов внутренней секреции, основоположник эндокринологии.

## Биография

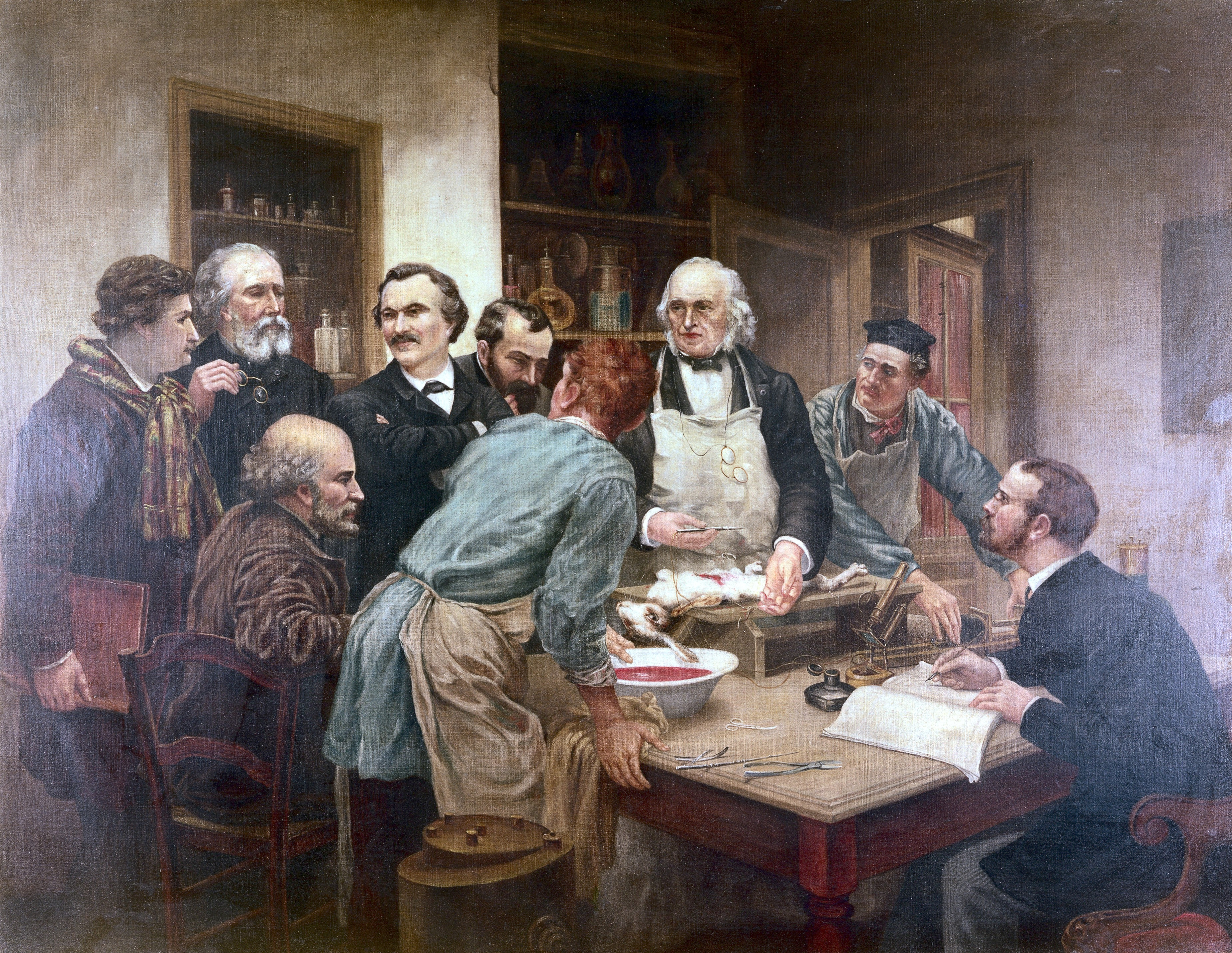
«Клод Бернар с учениками».
Картина художника Л. Лермитта

Клод Бернар родился 12 июля 1813 года в небольшой деревушке Сен-Жюльен на юго-востоке Франции, в семье крестьянина-виноградаря. На исходе Первой империи отец решил неудачно преумножить свой капитал и стал компаньоном парижского торговца винами. Однако это предприятие не увенчалось успехом, он был разорён, а виноградники пришлось продать. В результате семья должна была выплачивать долги, которые впоследствии пришлось погашать позже Клоду. В связи с финансовыми проблемами отец вынужден был стать сельским учителем, обучая на дому детей соседей. В возрасте восьми лет учился у кюре в Сен-Жюльене, а после этого в иезуитском коллеже в Вильфранш-сюр-Сон, где не сумел себя зарекомендовать с положительной стороны, так как был не достоточно усерден, мечтательным и необщительным. Там преподавали классические (гуманитарные дисциплины), которые он продолжил изучать в коллеже в Туассе. Однако там он проучился лишь год, так как по материальным соображениям семья не могла позволить его дальнейшее нахождение там.
В январе 1832 года стал работать помощником аптекаря в пригороде Лиона, где проработал около полтора года. Там он вынужден был заниматься обязанностями, которые его тяготили и даже оскорбляли (уборка, мытьё аптекарских принадлежностей, приготовление смесей, поручений владельца и т. д.). Он очень опасался попадаться на глаза знакомым и прятался от посетителей, боясь быть узнанным В то время он мечтал стать писателем: написанный им водевиль «Роза Роны» имел некоторый успех в одном из театров Лиона. 30 июля 1833 года он ушёл с тягостной для него работы, связывая своё будущее с литературой. Около года он находился в Сен-Жюльене, где писал историческую драму «Артур Бретанский», которая впоследствии была опубликована в 1887 году. Однако литературный критик Марк Жирарден, к которому тот обратился за советом относительно карьеры драматурга, убедил Бернара отказаться от своего замысла. В 1834 году Бернар поступил на медицинский факультет Парижского университета. С 1841 года, будучи интерном в старейшей парижской больнице Отель-Дьё, познакомился с известным физиологом Франсуа Мажанди, который впоследствии пригласил его на работу в свою лабораторию в Коллеж де Франс в качестве препаратора. Это было сырое, тёмное помещение в полуподвале, и многолетняя работа в нём сказалась на здоровье учёного: он тяжело заболел. Но и больной он продолжал работать. В первой половине 1840-х годов опубликовал ряд работ, составивших ему имя: «Анатомические и физиологические исследования барабанной струны», «О роли желудочного сока в пищеварении» (диссертация на соискание степени доктора медицины), «Экспериментальные исследования функции спинального, или добавочного виллизиева, нерва и особенно его отношения с блуждающим нервом». В 1844 году обнародовал работу «О красящих субстанциях человеческого тела», предназначенную для конкурса по избранию на должность адъюнкт-профессора анатомии и физиологии. Однако она не получила должного признания и за его кандидатуру проголосовал лишь один из шести членов комитета. В 1845 году его кандидатура было отвергнута в качестве члена Медицинской академии. С 1846 года занялся исследованиями в области изучения поджелудочной железы. Результаты работы были представлены в начале 1849 года и получили значительное признание в научном сообществе. Кроме того, он был удостоен премии Академии наук по экспериментальной физиологии. С 1847 года приступил к исполнению обязанностей заместителя Мажанди: в том числе в его функции входило ведение лекций во время летнего семестра. В 1848 году совместно с физиологом Шарлем-Луи Барресвилем провёл ряд опытов по изучению печени, увенчавшиеся крупным успехом — открытием гликогенообразовательной функции этого органа. Его итоговый труд «Новая функция печени у человека и животных» в 1851 году был премирован Академией наук за достижения в области физиологии. На основе этой работы им была создана диссертация на соискание степени доктора естественных наук (1853). В 1854 году получил последнюю из четырёх своих премий Академии наук по физиологии. Начиная с 1853 года полностью заменил Мажанди в качестве лектора Коллеж де Франс.
С 1854 года член Французской академии наук. В 1854—1868 годах возглавлял кафедру экспериментальной физиологии факультета естественных наук Сорбонны. По истечении этого срока продолжал там же чтение лекций. Начиная с 1855 года и до второй половины 1870-х годов издал серию своих лекций по различным вопросам в области физиологии, которые прославили его в европейском масштабе. Со 2 декабря 1860 года член-корреспондент Санкт-Петербургской академии наук. С 1861 года член Французской академии медицины.

## Вклад в науку
Много лет Клод Бернар занимался исследованием процессов пищеварения и усвоения пищи. Ему удалось изучить работу слюнных желез, роль желудочного и кишечного сока. Поджелудочная железа, оказалось, имеет очень важное значение в переваривании жиров.
Прежде всего Бернар известен благодаря разработанной им концепции гомеостаза. Его формулировка «Постоянство внутренней среды — залог свободной и независимой жизни» остаётся актуальной и в настоящее время. Много внимания уделял исследованию физиологического действия ядов, особенно кураре и угарного газа.
Детально изучил физиологические механизмы сокоотделения и значение переваривающих свойств слюны, желудочного сока и секрета поджелудочной железы для здорового и больного организма, заложив, таким образом, основы экспериментальной патологии. Он создал теорию сахарного мочеизнурения (высшая премия Французской академии наук, 1853), занимался исследованием нервной регуляции кровообращения, выдвинул концепцию о значении постоянства внутренней среды организма (основы учения о гомеостазе).

## Прочие факты
Перед членами Парижской академии Бернар впервые зачитал переведённый на французский язык труд Пётра Васильевича Рудановского «Observat. sur la structure du tissu nerveux par une nouvelle methode», который по сути вводил в гистологию метод замораживания препаратов.
В сентябре 1879 года Эмиль Золя опубликовал в санкт-петербургском журнале «Вестник Европы» теоретическую статью «Экспериментальный роман», взяв на вооружение научный метод медика Клода Бернара, который был изложен последним в его «Введении в изучение экспериментальной медицины». В литературе отмечается, что работы Бернара оказали значительное влияние на становление ведущего представителя литературного натурализма. Кроме того, ещё в начале 1850-х годов Золя делился с братьями Гонкур своим замыслом написать об учёном роман, в котором намеревался отразить его семейные неурядицы.
Как отмечают ныне: "Если бы Поппер также знал Клода Бернара, ему пришлось бы смириться с очевидностью того, что французский эпистемолог девятнадцатого века явно предвосхитил его фальсификационистскую методологию науки".

## Избранная библиография
- «Leçons de Physiologie expérimentale appliquée a la médicine» (2 т., 1854—55);
- «Leçons sur les effets des substances toxiques et médicamenteuses» (1857);
- «Leçons sur la physiologie et la pathologie du système nerveux» (1858);
- «Leçons sur les propriétés physiologiques et les altérations pathologiques des liquides de l’organisme» (1859);
- «Leçons de pathologie expérimentale» (1871);
- «Leçons sur les anesthésiques et sur l’asphyxie» (1874);
- «Leçons sur la chaleur animale» (1876);
- «Leçons sur la diabète et la glycogénèse animale» (1877);
- «Leçons sur les propriétés des tissus vivants» (1866);
- «Leçons sur les phénomènes de la vie communs aux animaux et aux végétaux» (1878—79);
- «Physiologie générale» (1872);
- «Leçons de physiologie operative» (1879);
- «La science expérimentale» (1878, сборник разных статей);
- «Introduction à la médecine expérimentale» (1865).

Труды Бернара переведённые на русский язык
- «Лекции физиологии и патологии нервной системы» (перев. Н. Макарова, 2 т., СПб., 1866—67);
- «Введение к изучению экспериментальной медицины» (перев. Страхова, СПб., 1866);
- «Курс общей физиологии. Жизненные явления, общие животным и растениям» (перев. М. Антоновича, СПб., 1878);
- «Курс общей физиологии. Свойства живых тканей» (перев. под ред. Соловьева, СПб., 1867);
- «Об отношении функциональных и питательных явлений» (перев. Тарханова, СПб., 1875);
- «Физиология сердца и отношение его к головному мозгу», лекция, перев. под ред. Н. Соловьева (СПб., 1867).